# Episodi di Entourage (settima stagione)
La settima stagione di Entourage è stata trasmessa negli Stati Uniti d'America dal 27 giugno al 12 settembre 2010 su HBO.
In Italia è stata trasmessa dal 16 dicembre 2010 al 13 gennaio 2011 su FX, mentre in chiaro su Rai 4.
| nº | Titolo originale                       | Titolo italiano    | Prima TV USA      | Prima TV Italia  |
| -- | -------------------------------------- | ------------------ | ----------------- | ---------------- |
| 1  | Stunted                                | Azione!            | 27 giugno 2010    | 16 dicembre 2010 |
| 2  | Buzzed                                 | La trattativa      | 11 luglio 2010    | 16 dicembre 2010 |
| 3  | Dramedy                                | Dramedy            | 18 luglio 2010    | 23 dicembre 2010 |
| 4  | Tequila Sunrise                        | Grandi progetti    | 25 luglio 2010    | 23 dicembre 2010 |
| 5  | Bottoms Up                             | Sottosopra         | 1º agosto 2010    | 30 dicembre 2010 |
| 6  | Hair                                   | Problemi in arrivo | 8 agosto 2010     | 30 dicembre 2010 |
| 7  | Tequila and Coke                       | Coca e tequila     | 15 agosto 2010    | 6 gennaio 2011   |
| 8  | Sniff Sniff Gang Bang                  | Caduta libera      | 22 agosto 2010    | 6 gennaio 2011   |
| 9  | Porn Scenes from an Italian Restaurant | Questione di porno | 29 agosto 2010    | 13 gennaio 2011  |
| 10 | Lose Yourself                          | Perdersi           | 12 settembre 2010 | 13 gennaio 2011  |